# TBC FUNふぃーるど・モーレツモーダッシュ
TBC FUNふぃーるど・モーレツモーダッシュ（ティービーシー ファンふぃーるど モーレツモーダッシュ）とは、2005年4月1日から2008年3月28日までの月曜日 - 金曜日23:15 - 23:30に東北放送（TBCラジオ）で放送されていたラジオ番組である。番組内容そのものは、2008年4月5日から6月28日に毎週土曜日22:30 - 23:00に放送されていたハロー!プロジェクト メロン記念日の“ムラタジオ”に引き継がれた。

## 概要
- モーニング娘。が東北楽天ゴールデンイーグルスの公式応援歌「THE マンパワー!!!」を歌う事に関連して開始された。
- 出演者はハロー!プロジェクトのメンバー。番組開始以来、レギュラーは、ハロー!プロジェクトメンバーでは唯一東北（宮城県）出身のメロン記念日の村田めぐみが務めている。ゲスト出演者は、原則として2週交代。ほとんどは1 - 2人で、ソロ歌手は1人、ユニットメンバーは2人（まれに3人以上）の傾向がある。
- 公開録音の模様を放送した時は1週交替であった。
- CMが流れない代わりに、東北放送主催の音楽関連イベント等を告知する「音楽プロジェクトインフォメーション」が流れる。その前にはハロー!プロジェクトの楽曲が流れる。
- 電離層の関係でほぼ全国放送（北海道 - 鹿児島県で受信可）となっていた。

### 放送時間の変遷
- 2005年4月1日 - 2006年4月21日
  - 月-金23:15-23:30
- 2006年4月24日 - 2006年6月22日
  - 月-木23:15-23:30
- 2006年6月26日 - 2008年3月28日
  - 月-金23:15-23:30

### パケラジ
- 2006年4月17日から12月29日の放送分までは、携帯電話の無料アプリケーションソフト「パケラジ」で24:00-24:15まで配信されていたので、この期間は全国で視聴可能だった。
- パケラジの仕様変更に伴い、2006年最後の放送となる12月29日放送分の配信が最終回となった。
- パケラジでは収録中の様子を静止画で見られたが、随時パケット通信中状態になるため、パケット定額制利用を推奨している。なお、使用可能パケット上限が定められている場合は通信が途中で打ち切られる。
- バックナンバーとして放送翌日の23:45以降からオンデマンドで視聴可能となった。
- 上記の「音楽プロジェクトインフォメーション」は流れず、その分、その前の曲が放送より長く流れていた。また、曲にビデオ映像（ライブ映像、PV）があればその映像が流れていた。

### 放送休止
- 2006年4月 - 6月の毎週金曜日は、『レコメン!スタイリッシュトーク』（文化放送製作）放送により休止となった。
- 2006年6月12日は『FIFAワールドカップ』日本対オーストラリア戦のためTBCラジオは休止となり、「パケラジ」配信のみだった。
- 2007年12月31日は『FINE MUSIC2008新春スペシャル〜今年はまたいでオメデトさん!』放送のため休止した。

### エンディング曲
- 2005年4月 - 8月・10月 モーニング娘。「THE マンパワー!!!」
- 2005年8月 - 2006年3月 REX（レッキス)「空から落ちるエンジェルの羽根」
- 2006年3月 - 2006年12月 DEF.DIVA「LET'S GO 楽天イーグルス」
- 2007年1月 - 2007年4月 ハロー!プロジェクトの新曲
- 2007年4月 - 2008年3月 GAM「ダイスキ楽天イーグルス」

### 提供アナウンス
- 2005年8月 - 2006年3月 キッズファッションフリーペーパー「キッズアットムーブ」
- 2007年1月 - 2007年3月 YAMAHA うたっちゃ

## レギュラーコーナー
特にコーナーの無い曜日は、リスナーからのメールを紹介する。
- 火曜日: 「何がでるかな?」テーマトーク
- 水曜日: うらない or 心理テスト
- 金曜日: 「クイズ!わくわく健康ランド」

### 2006年4月 - 10月のコーナー
- 月曜日: 思わず街で見かけちゃった面白いあんな画像こんな画像、略して、おもえー
- 水曜日: 心理テスト
- 金曜日: 何かとスペシャルな金曜日

### - 2006年4月のコーナー
- 水曜日: クイズ・心理テスト （他の曜日同様メール紹介の曜日だったが、2005年10月、心理テストのメールが来たのをきっかけにコーナー化）
- 不定期: 今日は何の日 （CM明けの短時間のコーナー、いつの間にか消滅）

## パーソナリティ

### レギュラー
- 村田めぐみ（2005年4月1日 - 2008年3月28日）

### ゲスト
- 新垣里沙（2005年4月1日 - 15日・ 7月25日 - 8月5日・ 11月7日 - 18日・2007年7月18日 - 27日）
- 亀井絵里（2005年4月1日 - 15日・ 5月30日 - 6月10日・2007年10月15日 - 26日）
- 小川麻琴（2005年4月18日 - 29日・ 11月7日 - 18日・2006年8月21日 - 8月25日）
- 田中れいな（2005年4月18日 - 29日・ 5月16日 - 27日・2007年1月22日 - 2月2日・ 4月23日 - 5月4日）
- 紺野あさ美（2005年5月2日 - 13日・2006年3月13日 - 24日・ 7月19日 - 21日・2007年9月10日 - 21日）
- 道重さゆみ（2005年5月2日 - 13日・ 5月30日 - 6月10日・ 7月25日 - 8月5日・2007年1月22日 - 2月2日・ 11月26日 - 12月7日）
- 高橋愛（2005年5月16日 - 27日）
- 吉澤ひとみ（2005年6月13日 - 24日・2006年3月13日 - 24日・2007年4月23日 - 5月4日・2008年2月4日 - 15日）
- 藤本美貴（2005年6月13日 - 24日）
- 柴田あゆみ（2005年6月27日 - 7月8日・ 9月12日 - 16日・ 9月26日 - 30日・2006年2月27日 - 3月10日・ 6月26日 - 7月7日・ 10月16日 - 27日・2007年3月26日 - 4月6日・ 7月2日 - 13日・ 8月27日 - 9月7日・ 12月10日 - 21日・2008年3月3日 - 14日）
- 稲葉貴子（2005年6月27日 - 7月8日・2006年8月28日 - 9月8日・2007年12月24日 - 2008年1月4日）
- 後藤真希（2005年7月11日 - 22日・ 10月10日 - 21日・ 12月5日 - 16日・2006年5月15日 - 25日・ 10月2日 - 13日・2007年1月15日 - 19日・ 2月5日 - 16日・ 7月30日 - 8月10日）
- 三好絵梨香（2005年8月8日 - 12日・ 8月22日 - 26日・ 10月24日 - 11月4日・2006年11月13日 - 11月24日・2007年5月21日 - 6月1日・ 10月1日 - 12日・ 11月12日 - 23日・2008年2月18日 - 29日）
- 岡田唯（2005年8月8日 - 12日・ 8月22日 - 26日・ 10月24日 - 11月4日・2006年11月13日 - 11月24日・2007年5月21日 - 6月1日・ 10月1日 - 12日・2008年2月18日 - 29日）
- 矢口真里（2005年8月15日 - 19日・2006年7月24日 - 8月4日・2007年1月1日 - 12日）
- 清水佐紀（2005年8月15日 - 19日・ 11月21日 - 12月2日・2007年3月5日 - 9日・2008年3月17日 - 27日）
- 嗣永桃子（2005年8月15日 - 19日・2007年6月18日 - 29日）
- 徳永千奈美（2005年8月15日 - 19日・ 11月21日 - 12月2日・2008年3月17日 - 27日）
- 須藤茉麻（2005年8月15日 - 19日・2008年3月17日 - 27日）
- 夏焼雅（2005年8月15日 - 19日・ 11月21日 - 12月2日・2007年6月18日 - 29日）
- 石村舞波（2005年8月15日 - 19日）
- 熊井友理奈（2005年8月15日 - 19日・2007年3月5日 - 9日・ 6月18日 - 29日）
- 菅谷梨沙子（2005年8月15日 - 19日・2007年3月5日 - 9日）
- 安倍なつみ（2005年8月29日 - 9月9日・2007年3月12日 - 23日）
- 斉藤瞳（2005年9月12日 - 16日・ 9月26日 - 30日・2006年2月27日 - 3月10日・ 6月26日 - 7月7日・ 10月16日 - 27日・2007年3月26日 - 4月6日・ 7月2日 - 13日・ 8月27日 - 9月7日・ 12月10日 - 21日・2008年3月3日 - 14日）
- 大谷雅恵（2005年9月12日 - 16日・ 9月26日 - 30日・2006年2月27日 - 3月10日・ 6月26日 - 7月7日・ 10月16日 - 27日・2007年3月26日 - 4月6日・ 7月2日 - 17日・ 8月27日 - 9月7日・ 12月10日 - 21日・2008年3月3日 - 14日）
- 松浦亜弥（2005年9月19日 - 23日・ 10月3日 - 7日）
- 久住小春（2005年11月7日 - 18日）
- 飯田圭織（2005年12月19日 - 30日・2006年3月27日 - 4月7日・ 8月7日 - 18日・ 11月27日 - 12月8日・2007年7月30日 - 8月10日）
- 前田有紀（2006年1月2日 - 13日・ 7月10日 - 18日・2007年9月24日 - 28日・ 12月24日 - 2008年1月4日）
- アヤカ（2006年1月2日 - 13日・ 5月29日 - 6月8日・2007年2月19日 - 3月2日・2008年1月7日 - 18日）
- あさみ（2006年1月16日 - 27日・ 6月13日 - 22日・ 12月11日 - 29日）
- 里田まい（2006年1月16日 - 27日・ 6月13日 - 22日・ 12月11日 - 29日・2007年6月4日 - 15日）
- みうな（2006年1月16日 - 27日・ 6月13日 - 22日・ 12月11日 - 29日）
- 保田圭（2006年1月30日 - 2月10日 ・ 4月10日 - 21日・ 8月28日 - 9月8日・2008年1月7日 - 18日）
- 石川梨華（2006年2月13日 - 24日・ 9月11日 - 29日・2008年2月4日 - 15日）
- 辻希美（2006年4月24日 - 5月11日・ 10月30日 - 11月10日）
- 中澤裕子（2006年5月29日 - 6月8日・2007年4月9日 - 20日）
- 諸塚香奈実（2007年5月7日 - 18日）
- 岡田ロビン翔子（2007年5月7日 - 18日）
- 光井愛佳（2007年7月18日 - 27日・ 10月15日 - 26日）
- 是永美記（2007年8月13日 - 17日）
- 武藤水華（2007年8月13日 - 17日）
- 澤田由梨（2007年8月13日 - 17日）
- 能登有沙（2007年8月20日 - 24日・2008年1月21日 - 2月1日）
- 真野恵里菜（2007年8月20日 - 24日・2008年1月21日 - 2月1日）
- 仙石みなみ（2007年8月20日 - 24日・ 9月10日 - 21日）
- 矢島舞美（2007年10月29日 - 11月9日）
- 中島早貴（2007年10月29日 - 11月9日）
- 萩原舞（2007年10月29日 - 11月9日）
- ジュンジュン（2007年11月26日 - 12月7日）